# NGC 438
NGC 438 is een balkspiraalstelsel in het sterrenbeeld Beeldhouwer. Het hemelobject ligt ongeveer 144 miljoen lichtjaar van de Aarde verwijderd en werd op 1 september 1834 ontdekt door de Britse astronoom John Herschel.

## Synoniemen
- PGC 4406
- ESO 296-7
- MCG -6-3-29
- IRAS01112-3810